# Fino Kaposvár SE
A Fino Kaposvár SE (korábbi nevein Kaposvári Dózsa, Kapos Volán, Kaposvári Somogy SC, Balatel SE Kaposvár, Pini Kaposvár SE, Kométa Kaposvár SE) egy kaposvári röplabdaklub, a magyar férfi röplabdasport történetének legeredményesebb csapata. 20-szoros bajnok és 18-szoros kupagyőztes.

## Története
A klubot 1953-ban alapították Kaposvári Dózsa néven. Először 1991-ben jutottak be a bajnokság döntőjébe, akkor még Kapos Volán néven, de ott az Újpest győzött. 1992-ben az akkor már Kaposvári Somogy SC néven szereplő gárda megszerezte első bajnoki címét, majd 1993-ban és 1994-ben a címvédés is sikerült. 1997 nyaráig ismét új néven, ezúttal Balatel SE néven szerepeltek, de teljesítményük egy időre visszaesett: a következő bajnoki címet (a kupa megnyerése után) 1997-ben érték csak el. Nyáron jelentették be, hogy legújabb névadójuk új támogatójuk, a kaposvári húskombinátot megvásárló Pini nevű cég lesz. Ezen a néven először megvédték a címüket a kupában, a bajnokságban pedig a második helyet szerezték meg, 1999-ben pedig ismét megnyerték mindkét sorozatot. Ez alkalomból jelent meg a csapatról szóló, Ötödször a csúcson című riportkönyv.
2000-ben és 2001-ben ismét bajnokok lettek, utóbbi alkalommal megint új nevet, a Kométa Kaposvárt felvéve. A következő évben ugyan még a döntőbe jutás sem sikerült, de a nemzetközi Élcsapatok Kupájában egy spanyol, egy ukrán és egy svájci csapatot is megelőzve csoportelsőként jutottak a negyeddöntőbe, igaz, itt a későbbi végső győztes, a belga Roeselare győzött. 2003-ban távozott a több mint egy évtizede itt dolgozó edző, Demeter György, két év múlva, 2005-ben pedig már a nyolcadik bajnoki címet érték el. 2007-től kezdve hét éven keresztül megszakítás nélkül mindig a Kaposvár nyerte a bajnokságot, csak 2014-ben szakította meg ezt a sorozatot a Kecskeméti RC. Ezután azonban ismét a Kaposvár lett a bajnok 2015-ben, 2016-ban, 2017-ben is, illetve 2023-ban és 2024-ben.

## Sikerek
- Magyar bajnok (20): 1992, 1993, 1994, 1997, 1999, 2000, 2001, 2005, 2007, 2008, 2009, 2010, 2011, 2012, 2013, 2015, 2016, 2017, 2023, 2024
- Magyar kupagyőztes (18): 1992, 1994, 1997, 1998, 1999, 2000, 2002, 2003, 2006, 2007, 2008, 2009, 2010, 2011, 2012, 2013, 2015, 2016